# MV Maersk Alabama

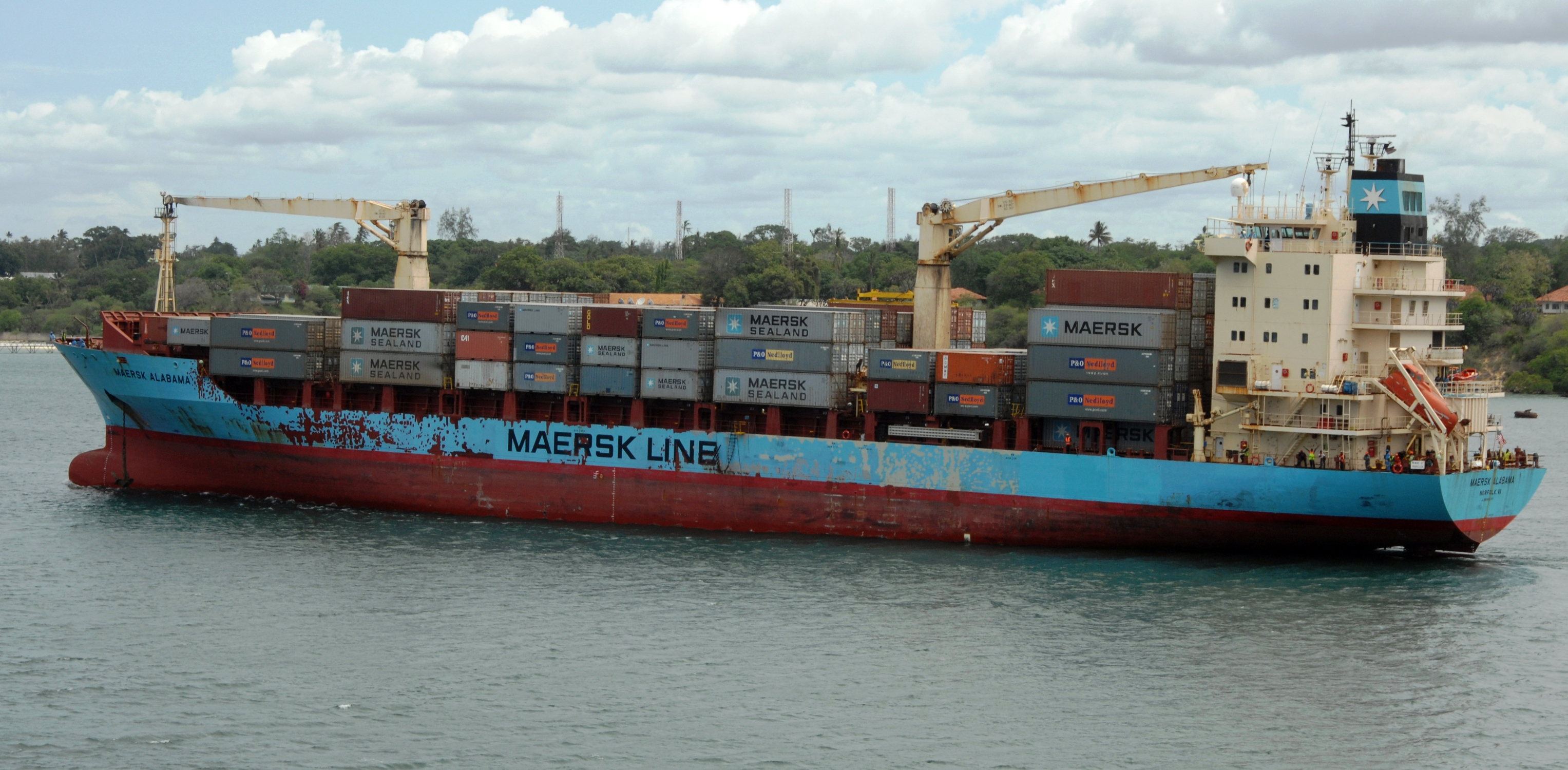
Maersk Alabama i Mombasa, Kenya den 21 april 2009.

MV Maersk Alabama (tidigare Alva Maersk) är ett containerfartyg som ägs av det danska rederiet Maersk Line. 
Den 8 april 2009 anföll fyra somaliska pirater det USA-registrerade fartyget 240 kilometer sydväst om den somaliska hamnstaden Eyl. Fartyget var lastat med 17 000 tons last varav 5000 ton var avsett för Somalia, Uganda, och Kenya. 12 april 2009, dödade prickskyttar från Navy SEALs tre pirater som höll kapten Richard Phillips gisslan ombord på en livbåt från Maersk Alabama. Den fjärde piraten, Abdul Wali Muse, gav upp och fördes senare till USA för att ställas inför rätta. För spelfilmen från 2013 om denna händelse, se Captain Phillips.